# Agelenopsis aperta
Agelenopsis aperta é uma espécie de aranha pertencente à família Agelenidae e ao gênero Agelenopsis [en]. É encontrada em regiões secas e áridas do sul dos Estados Unidos e no noroeste do México. Seu corpo mede cerca de 13 a 18 mm de comprimento, e elas possuem pernas relativamente longas, que permitem perseguir rapidamente suas presas. Elas conseguem suportar temperaturas muito baixas, embora não passem por endurecimento ao frio. Elas constroem teias características em forma de funil em fendas onde o funil se encaixa, esperando no tubo pela presa, que perseguem usando suas pernas longas. Frequentemente, caçam suas presas à noite.
A. aperta é conhecida por sua territorialidade e enfrenta intrusos para proteger seu espaço. São principalmente monogâmicas, e o macho realiza um ritual de cortejo elaborado, que envolve balançar o abdômen e liberar feromônios. Os feromônios do macho induzem um estado catapléptico na fêmea, e, quando ela se torna ativa novamente, o acasalamento começa. As aranhas injetam veneno em suas presas, resultando em paralisia rápida. Picadas em humanos, no entanto, não são bem estudadas e são atualmente consideradas inofensivas. A agatoxina [en] presente em seu veneno foi extensivamente pesquisada e é conhecida por bloquear canais de cálcio.

## Descrição
A coloração de A. aperta varia entre cinza, marrom e preto. O cefalotórax (a parte frontal do corpo das aranhas) apresenta uma cor bronzeada ou cinza com duas listras longitudinais marrons, enquanto o abdômen (a parte posterior e maior do corpo) é bronzeado com duas listras pretas. Essa aparência de corpo claro com duas listras é comum em aranhas da família Agelenidae. Suas pernas são relativamente longas, permitindo que corram rapidamente para capturar presas que caem em sua teia não pegajosa. O cefalotórax e o abdômen juntos geralmente medem de 13 a 18 mm de comprimento. As fêmeas são maiores que os machos. As aranhas possuem fieiras proeminentes, órgãos que produzem seda para as teias. Suas fieiras são longas e se estendem para fora do final do abdômen. Elas têm oito olhos, dispostos em duas fileiras em forma de arco.

## Distribuição e habitat
Como sugere seu nome em inglês (desert grass spiders), as aranhas são encontradas em climas secos e áridos, como os do sudoeste dos Estados Unidos, do sul da Califórnia ao Texas, até o noroeste do México. Podem ser encontradas em diversos habitats, desde campos até leitos de lava e pastagens. Ocasionalmente, também aparecem em casas ou outros edifícios nessas regiões dos Estados Unidos e México, construindo suas teias em cantos ou locais não perturbados.

### Tolerância a baixas temperaturas
A. aperta é capaz de tolerar temperaturas muito baixas. Pesquisas mostram que elas não sofreram danos quando expostas a temperaturas muito baixas diretamente sobre seus corpos. Contudo, também foi descoberto que elas não passam por endurecimento ao frio, o processo pelo qual a aranha adquire características que a ajudam a sobreviver a temperaturas frias. É provável que as aranhas se desloquem para áreas mais protegidas de seu habitat durante períodos de temperaturas extremas para compensar a falta de endurecimento ao frio.

## Teia
A. aperta pertence à família Agelenidae, conhecidas por suas teias características em forma de funil. Essas teias consistem em uma superfície plana conectada a um tubo profundo, conhecido como funil. A aranha espera dentro do tubo e, ao detectar movimento na parte plana de sua teia, emerge para capturar a presa. Em caso de danos à teia, essas aranhas podem escapar pela abertura inferior do funil para se protegerem. Devido ao formato único e à velocidade com que capturam suas presas, suas teias são feitas de seda não pegajosa. As teias geralmente ficam próximas ao solo, o que facilita a captura de presas que caem nelas. Locais comuns para construir suas teias incluem fendas onde o funil se encaixa, como entre rochas ou sobre arbustos. A localização das teias depende do tipo de ambiente. Em habitats de campos, são colocadas em áreas de gramíneas altas. Em leitos de lava, estão associadas a arbustos, e nas bordas dos leitos de lava, geralmente em depressões. Esses são bons locais para as teias em funil. As aranhas que encontram os melhores locais para suas teias crescem mais e são consideradas as que possuem maior aptidão relativa.

## Territorialidade
A. aperta exibe evidências de territorialidade. O padrão de distribuição regular de suas teias e observações de comportamento agonístico são características de territorialidade. Estudos também mostram que aranhas mais combativas possuem territórios maiores.
Houve uma quantidade significativa de pesquisas sobre a territorialidade e combates de A. aperta. A bióloga Susan Riechert [en] descobriu que essas aranhas frequentemente se envolvem em lutas pelo território e estudou se esses combates valiam os riscos potenciais de lesões, predação ou perda de tempo. Em uma luta entre um intruso e o dono de um território específico, os custos foram maiores para os intrusos. Em geral, ela concluiu que a energia usada nessas disputas territoriais não era significativa e valia os ganhos potenciais.

## Presas

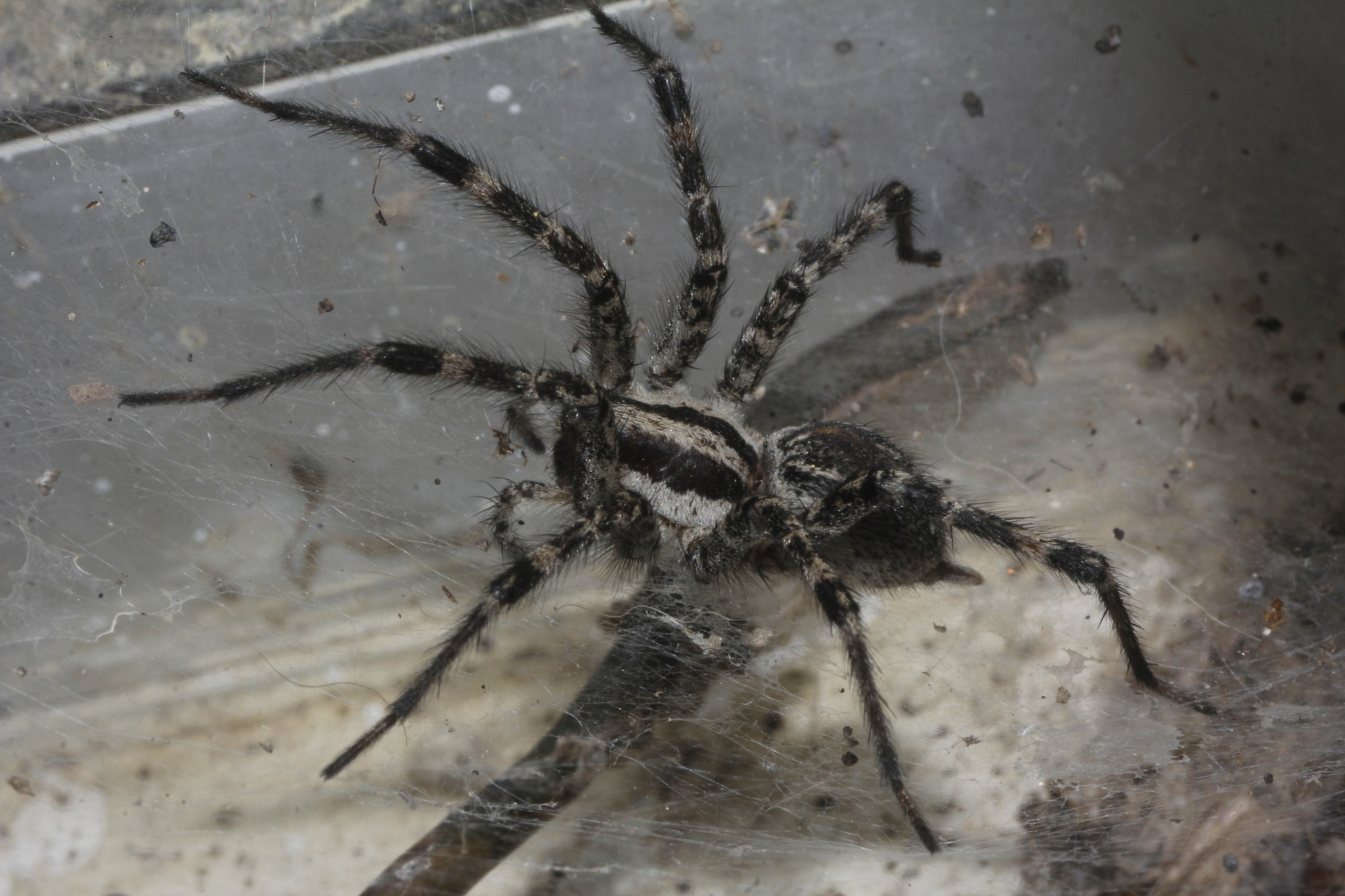
As longas pernas de A. aperta, úteis para capturar presas.

Essas aranhas se alimentam de insetos que caem em suas teias. Insetos comuns em gramados, como gafanhotos e pulgões, além de outras aranhas, são presas frequentes. Elas são mais ativas à noite na busca por alimento, mas podem ser vistas emergindo do funil durante o dia se uma presa pisar na parte plana de suas teias. A. aperta distingue entre presas mais lucrativas e menos lucrativas, sendo “lucro” a energia ganha com a presa e o risco envolvido em capturá-la. No entanto, elas não atacam presas mais lucrativas com mais frequência. Em populações com presas limitadas, as aranhas tentam capturar muito mais presas do que em locais onde as presas não são escassas, especialmente se o risco de predação é baixo.

## Predadores
Os principais predadores de A. aperta são aves. Há pouca predação sobre A. aperta em ambientes de campos, mas há uma quantidade significativa de predação em aranhas em habitats florestais. Pesquisas mostram que o comportamento antipredatório das aranhas está associado ao forrageamento, pois isso as coloca em maior risco e exige maior vigilância contra predadores.

## Reprodução e acasalamento
A. aperta é majoritariamente monogâmica, o que é mais comum em situações onde os machos enfrentam altos custos para encontrar uma parceira ou se a fêmea é menos receptiva após o primeiro acasalamento. Há alguns casos de poliginia, observados em cerca de 10% das aranhas. Os machos têm maior probabilidade de acasalar com várias fêmeas do que o contrário. O tamanho do macho é o fator determinante em lutas por uma fêmea, com o maior emergindo como vencedor, já que seu tamanho indica sucesso na prole futura. O fator determinante para o sucesso da fêmea é sua capacidade de vencer disputas por alimento.

### Rituais de cortejo
No ritual de cortejo sexual, o macho se aproxima da teia da fêmea para o acasalamento. Ele balança o abdômen de um lado para o outro, para por um tempo e retoma o balanço ritualístico. Esse processo é repetido várias vezes. O macho também move a teia com suas pernas. Parece que quanto mais rápido o macho balança o abdômen, maior a probabilidade de sucesso. A fêmea entra em um estado de cataplexia, perdendo o controle do corpo e ficando inconsciente. Experimentos mostram que o estado catapléptico é induzido por feromônios liberados pelos machos, que são transportados pelo ar. Determinou-se que 3 cm é a distância em que esse químico é eficaz. Os movimentos do macho durante o ritual de cortejo também podem ajudar a direcionar os químicos para a fêmea. Alguns machos acasalam com as fêmeas enquanto elas estão inconscientes, mas a maioria espera e continua o ritual de cortejo. A escolha do parceiro pela fêmea é influenciada pelos sinais químicos e pelos movimentos do desempenho do macho.

## Comportamentos entre irmãos
A. aperta é conhecida por seu comportamento competitivo e agressivo. Inicialmente, possuem uma teia comunal onde todas as aranhas filhotes convivem. Elas se dispersam dessa teia comunal e constroem teias individuais próximas umas das outras. Como há alta densidade de irmãos próximos, a maioria compete por alimento.

## Picada
As picadas de A. aperta em insetos resultam em paralisia rápida. O veneno leva menos de um segundo para paralisar o inseto. Elas mordem suas presas enquanto ainda estão na parte plana da teia e depois as levam para a porção do funil.
Picadas de A. aperta são geralmente inofensivas para humanos e, portanto, não são medicamente significativas. No entanto, houve alguns casos de picadas no sul da Califórnia que resultaram em sintomas. É difícil determinar se casos anteriores de picadas de A. aperta foram confundidos com outras aranhas de aparência semelhante. Os sintomas observados incluíram dor de cabeça, fraqueza, desorientação, palidez e letargia. Um desses casos envolveu um menino de 9 anos picado no pescoço, o que pode ter agravado os sintomas devido ao seu tamanho corporal menor e à localização da picada. Esses sintomas são semelhantes aos observados na aranha Eratigena agrestis, uma parente próxima de A. aperta, que recentemente foi responsabilizada por picadas medicamente significativas.

### Agatoxina no veneno
O veneno é armazenado em glândulas na base das presas da aranha, e elas contraem os músculos ao redor dessas glândulas para liberá-lo. Há uma quantidade significativa de pesquisa sobre as ômega-agatoxinas IVA e IVB, encontradas no veneno de A. aperta. Essas agatoxinas bloqueiam seletivamente canais de cálcio em humanos, reduzindo o fluxo de cálcio. A diminuição do cálcio leva a uma redução na quantidade de neurotransmissores na fenda sináptica, diminuindo seus efeitos. As agatoxinas recebem o nome de A. aperta, mas são encontradas em diversos tipos de venenos de aranhas.